# Mictyris longicarpus
Mictyris longicarpus – gatunek krabów zaliczanych do rodzaju Mictyris.

## Występowanie
Gatunek występuje na terenach od Zatoki Bengalskiej i Singapuru aż po Australię i Nową Kaledonię.